# Antología latina

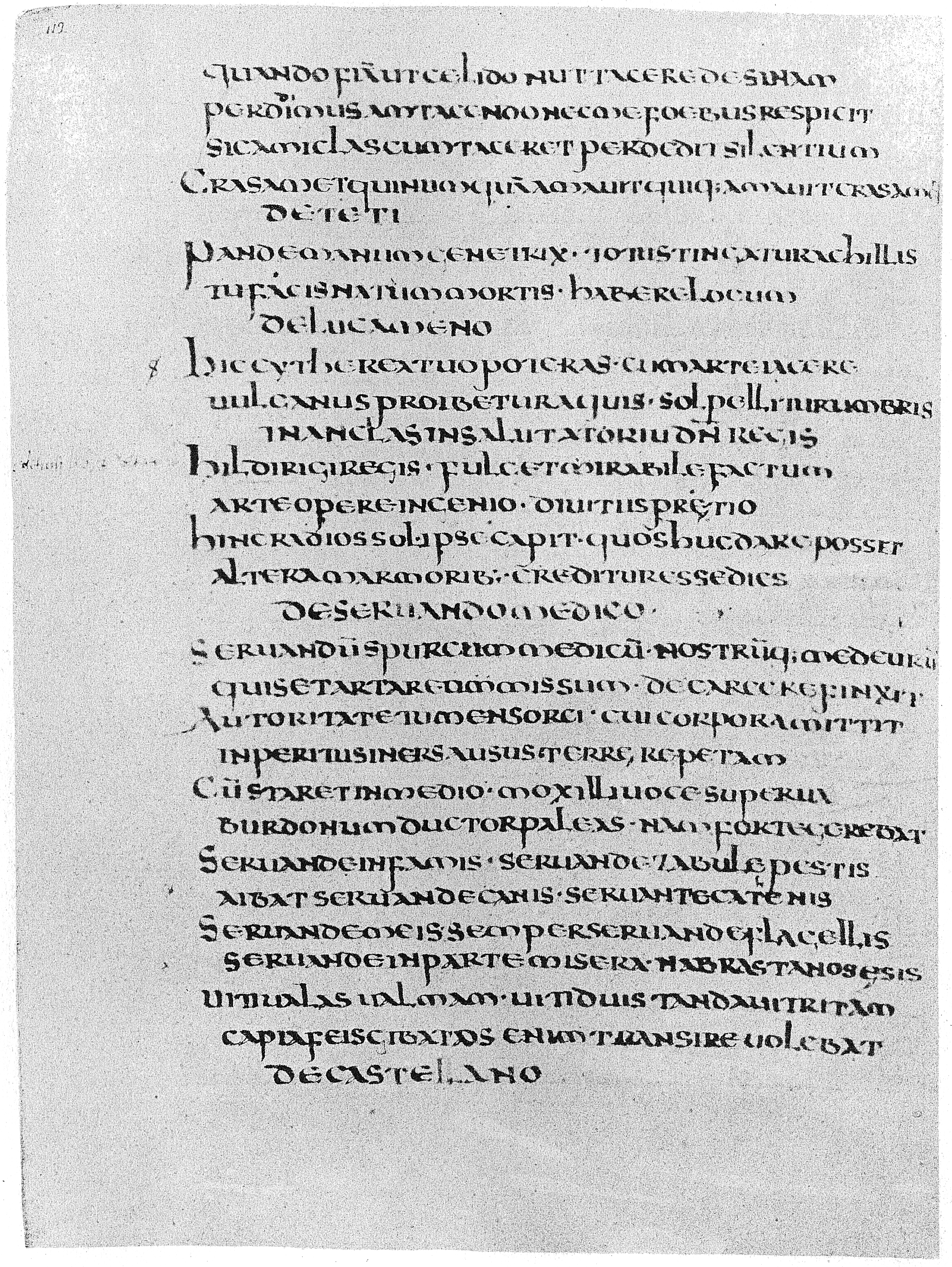
Página del Codex Salmasianus, fuente primaria de la Antología latina.

La Antología latina es la selección más conocida de poesía latina. Incluye 380 poemas elaborados entre los siglos IV y VI d. C. en el norte de África. Se conservan en el Codex Salmasianus hallado a principios del siglo XVII.